# هر یکشنبه (هفته‌نامه)
دومنیکا دل کوریره روزنامه (هفته نامه) هفتگی در ایتالیا بود که از سال ۱۸۹۹ تا ۱۹۸۹ کار می‌کرد.
هر یکشنبه با کوریره دلا سرا به صورت رایگان عرضه می‌شد، اما به صورت جداگانه به فروش می‌رسید.
شهرت این هفته نامه بخاطر نقاشی‌های روی جلدش مشهور بود و هنوز هم شماره‌های آن جمع‌آوری می‌شود.